# Christian Ihle Hadland
Christian Ihle Hadland, né le 20 février 1983 à Stavanger (Norvège), est un pianiste classique norvégien. 

## Biographie
Christian Ihle Hadland, né en 1983 à Stavanger, commence à étudier le piano à l'âge de huit ans puis intègre à onze ans le Conservatoire de musique du Rogaland. En 1999, il prend des leçons auprès du professeur Jiří Hlinka, tant en privé qu'au Barratt Due Institute of Music (en) d'Oslo. 
Il fait ses débuts au Norwegian Radio Orchestra à quinze ans  et s'est ensuite produit notamment à plusieurs reprises avec l'Orchestre philharmonique d'Oslo, comme avec l'Orchestre symphonique de la radio suédoise, l'Orchestre philharmonique royal de Stockholm, l'Orchestre symphonique national du Danemark, le NDR Hannover, l'Orchestre philharmonique de la BBC et l'Orchestre symphonique de la BBC entre autres. En février 2013 il effectue une tournée au Royaume-Uni avec le Bergen Philharmonic Orchestra, interprétant Grieg et Beethoven.
Il joue notamment sous la direction de chefs d’orchestre tels Andrew Davis, Herbert Blomstedt et Thomas Dausgaard.
Christian Ihle Hadland est directeur artistique du Festival international de musique de chambre de sa ville natale depuis 2010. Il apparaît régulièrement au Wigmore Hall de Londres, où il a donné son premier récital solo en 2013.

## Prix et distinctions
- 2007 : Den norske solistpris (no)
- 2015 : Spellemannprisen en musique classique (il avait été nommé en 2014).

## Discographie
- Scarlatti, 15 sonates pour piano : K. 11, 20, 27, 43, 109, 112, 135, 215, 318, 427, 430, 431, 514, 534 et 551 (29-31 janvier 2018, Simax) (OCLC 1111090710)